# Římskokatolická farnost Blatnice pod Svatým Antonínkem
Římskokatolická farnost Blatnice pod Svatým Antonínkem je územní společenství římských katolíků s farním kostelem svatého Ondřeje v arcidiecézi olomoucké, církevní provincii moravské, děkanátu Veselí nad Moravou.
Na území farnosti se nachází Kaple svatého Antonína Paduánského nebo též Svatý Antonínek, významná římskokatolická poutní kaple, zasvěcená svatému Antonínovi Paduánskému.

## Historie farnosti
První písemná zmínka o Blatnici je z první poloviny 11. století. Blatnický kostel je sice poprvé zmiňován v roce 1346, podle patrocinia svatého Ondřeje se dá soudit, že kostel vznikl v 11.–12. století, kdy Blatnice patřila k Uhrám. V listině z roku 1384 je zmínka o Blatnici a jeho faráři jménem Mathias Cremsis Latnicensis. Po třicetileté válce byla v roce 1660 obnovena samostatná blatnická farnost. Prvním farářem se sídlem v Blatnici byl jmenován Martin František Tesař, od té doby jsou také farní matriky psané česky.
V roce 1717 byla k věži kostela přistavěna chrámová loď v současné podobě. Velká oprava kostela a nadstavba věže byla provedena ke konci padesátých let 20. století. 

## Duchovní správci
V 80. letech 20. století zde působil pozdější salesiánský provinciál Jan Komárek. Současným (2025) farářem je R. D. Mgr. František Král.

## Bohoslužby
| Kostel                         | Fotografie | Místo                          | Bohoslužba (den)                   | Hodina                                              | Poznámka        |
| ------------------------------ | ---------- | ------------------------------ | ---------------------------------- | --------------------------------------------------- | --------------- |
| svatého Ondřeje                |            | Blatnice pod Svatým Antonínkem | neděle pondělí středa pátek sobota | 7.30, 10.30 18.00 (červen-srpen 19.00) 7.00         | farní kostel    |
| Nanebevzetí Panny Marie        |            | Blatnička                      | neděle čtvrtek                     | 9.00 17.00 (zima)/18.00 (léto)/19.00 (červen-srpen) | filiální kostel |
| Kaple sv. Antonína Paduánského |            | Antonínský kopec               |                                    |                                                     | kaple           |

## Aktivity ve farnosti
Ve farnosti se pravidelně koná farní ples a tříkrálová sbírka. V roce 2017 se při ní vybralo 72 721 korun. Farnost se také pravidelně účastní akce Noc kostelů. 